# Dromotectum
Dromotectum — вимерлий рід рептилоподібних з пізньої пермі Китаю та раннього тріасу Росії. Було названо два види: типовий вид D. spinosum і вид D. largum. D. spinosum, перший названий вид, походить із нижньотріасових відкладень у Самарській області європейської частини Росії та відомий з голотипу PIN 2424/23, який складається з панцирних щитків. Другий вид, D. largum, з формації Shangshihezi поблизу Цзіюань у провінції Хенань, Китай на основі зразка IVPP V 4013.1, щиток великий.